# Black Out (película de 2012)
Blackout es una película holandesa grabada en el 2012 y dirigida por J. Hacker                          

## Sinopsis
Ben es un joven otorrinolaringólogo y abogado. Un día Ben despierta en su departamento y ve que hay un cuerpo sin vida en el baño, sin saber como llegó ese cuerpo allí o si fue el.
Al día siguiente ocurre lo mismo con una compañera de trabajo. Ben llama a su mejor amigo, a quien le pide ayuda para deshacerse del cuerpo.
Ben, traumado con la situación, coloca cámaras de movimiento para despertarlo durante la noche y así atrapar a la persona que le coloca los cuerpos sin vida.
Así, Ben descubre que el encargado de edificio es quien trae a la comprometida de ben desmayada. Ben lo apunta con un arma y lo amenaza de muerte, pero antes que pudiera disparar, atrás de él lo apunta su mejor amigo. Luego de unas riñas Ben lo asesina.

## Criticas
La película Fue muy criticada cada por su filmación, sus camarografos y sobre todo sus pésimos actores.
- Datos: Q2159172